# Mladen Grdović
Mladen Grdović (Zadar, 28. srpnja 1958.) hrvatski je pjevač zabavne glazbe i skladatelj. 

## Životopis
Mladen Grdović rođen je 28. srpnja 1958. godine u Zadru (Zadarska županija). Školovanje je završio u rodnom Zadru gdje se i počeo baviti pjevanjem. 1970-ih svirao je u kultnom zadarskom rock sastavu Šaci glazbe.
Autor je brojnih tekstova i glazbe te interpretator skladbi s kojima pobjeđuje na nizu festivala. Samo u Hrvatskoj, u opusu svoje karijere sudjelovao je na njih 40-ak. Osim samostalnih nastupa, surađivao je i s ostalim poznatim pjevačima. Izdao je i nekoliko albuma koji su prodani u 2,5 milijuna primjeraka. Održao je velik broj koncerata i u inozemstvu.
Zajedno s Tomislavom Ivčićem nastupa kao "Duo Pegla". "Duo Pegla" izdaje kazetu koja se prodaje u rekordnih četiristo tisuća primjeraka. 

## Diskografija
- 1990. - Doviđenja
- 1993. - Nedostaješ mi ti
- 1995. - Italia mix
- 1996. - Nije u šoldima sve - Mladen i Bepo - Croatia Records, CD
- 1996. - Ako odeš ti
- 1998. - 18 Zlatnih Hitova
- 1998. - Za sva vrimena, Mix hitova[2]
- 1999. - Vitar nek puše
- 2000. - Kada se ljubav u vino pretvori
- 2002. - I za dušu i za tilo
- 2003. - Evo mene moji ljudi
- 2004. - 20 Hitova
- 2006. - E, da mi je vratit vrime[3][4]
- 2007. - Zlatna kolekcija
- 2008. - Da te nima
- 2009. - Dobro jutro ti, more
- 2012. - Za tebe živim ja
- 2020. - Prijatelji zovite mi nju u grupi Tri Mušketira

## Festivali/kompilacije
- 1999. - Dora 1999.
- 1999. - Melodije Jadrana 1999.
- 1999. - Zadarfest 1999.
- 2000. - Split 2000.
- 2002. - Hrvatski Radijski Festival 2002.
- 2003. - Hrvatski Radijski Festival 2003.
- 2003. - Hrvatski Radijski Festival 2003. – 20 najboljih
- 2003. - Split 2003.
- 2003. - Split 2003. - Super 14
- 2003. - Zadarfest 2003.
- 2004. - Dora 2004.
- 2004. - Hrvatski Radijski Festival 2004.
- 2004. - Hrvatski Radijski Festival 2004. – 24 najbolja
- 2004. - Split 2004.
- 2004. - Zadarfest 2004.
- 2005. - Da te mogu pismom zvati - Libar I
- 2005. - Da te mogu pismom zvati - Libar III
- 2005. - Hrvatski Radijski Festival 2005.
- 2005. - Hrvatski Radijski Festival 2005. – 24 najbolja
- 2010. - Festival Vodice 2010.
- 2011. - Split 2011.
- 2012. - Festival Vodice 2012.

## Vanjske poveznice
- Diskografija.com
- Discogs.com
- Mladen Grdović proslavio 30 godina rada na estradnoj sceni - ezadar.hr
- Arhivirana inačica izvorne stranice od 25. kolovoza 2010. (Wayback Machine)